# Поцо (Падова)
Поцо је насеље у Италији у округу Падова, региону Венето.
Према процени из 2011. у насељу је живело 103 становника. Насеље се налази на надморској висини од 0 м.